# Bataille du Régiment 46
Ne doit pas être confondu avec Siège du Régiment 46.
Guerre civile syrienne
Batailles
La bataille du Régiment 46 a lieu les 27 et 28 février 2015 lors de la guerre civile syrienne. 

## Prélude
En novembre 2014, le Mouvement Hazm et le Front al-Nosra entrent en conflit dans le nord de la Syrie. Le premier groupe, modéré et lié à l'Armée syrienne libre, est soutenu par les États-Unis alors que les djihadistes sont de leur côté visés par les frappes aériennes américaines. Accusés d'être des « agents de l'Occident » par le Front al-Nosra, les rebelles du Mouvement Hazm et du Front révolutionnaire syrien sont chassés de la région de Jabal Jawya et de la localité de Khan al-Sobol. Puis fin janvier, le Mouvement Hazm perd le contrôle de la caserne du bataillon 111, dite « Cheikh Souleimane », à une douzaine de kilomètres au nord-ouest d'Alep,.

## Déroulement
Le 27 février 2015, les djihadistes du Front al-Nosra attaquent la base militaire du régiment 46, situé à l'ouest d'Alep et tenue par les rebelles depuis novembre 2012,. Le Front islamique appelle à cesser les combats et menace d'envoyer des troupes pour séparer les belligérants. Mais le 28, la base militaire est prise d'assaut par les djihadistes et tout le dépôt d'armes tombe entre leurs mains,,. Le Mouvement Hazm avait notamment reçu des missiles antichar BGM-71 TOW américains.

## Pertes
Selon le premier bilan donné par l'Observatoire syrien des droits de l'homme (OSDH), 6 djihadistes et 29 rebelles modérés sont tués,. Mais l'OSDH revoit ensuite le bilan à la hausse et annonce que 50 combattants du Mouvement Hazm et 30 hommes du Front al-Nosra sont morts dans les combats,.
Les djihadistes font également 24 prisonniers et les rebelles du Mouvement Hazm capturent six hommes du Front al-Nosra, les prisonniers sont échangés le 4 mars.
À la suite de cette défaite, le Mouvement Hazm annonce 1er mars, sa dissolution et son ralliement au Front du Levant. Certains combattants rejoignent d'autres brigades de l'Armée syrienne libre, d'autres rallient le Front al-Nosra,.